# Dwór (Ruskie Piaski)
Dwór – część wsi Ruskie Piaski w Polsce położona w województwie lubelskim, w powiecie zamojskim, w gminie Nielisz.
W latach 1975–1998 Dwór należał administracyjnie do województwa zamojskiego.